# Martin 2-0-2
Il Martin 2-0-2 era un bimotore di linea ad ala bassa sviluppato dall'azienda statunitense Glenn L. Martin Company negli anni quaranta.
Destinato al mercato dei voli commerciali civili di trasporto passeggeri a corto e medio raggio, fu uno dei primi moderni aerei di linea disegnati interamente nel dopoguerra.

## Storia del progetto
Glenn L. Martin, presidente della società, voleva fare del 2-0-2 il sostituto ideale del Douglas DC-3 prebellico ma alcuni problemi di progettazione impedirono a questo desiderio di realizzarsi.
Il primo volo del 2-0-2 avvenne nel novembre 1946. La piena certificazione per i voli civili fu ottenuta nell'agosto 1947. 
Nonostante la cabina dell'aereo non fosse pressurizzata, l'aereo fu considerato un velivolo a lungo raggio.
Nel 1948, il fatale incidente del volo Northwest Airlines 421 rivelò un grave problema strutturale alle ali che evidenziarono lesioni dovute alla fatica del metallo. 
Era stato impiegato nella costruzione l'alluminio 7075-T6, che aveva dato luogo a micro fratture da fatica meccanica a seguito di corrosione.
Fu così che tutti gli esemplari costruiti furono bloccati a terra per eseguire le modifiche necessarie. Tutte le componenti dell'ala furono riprogettate integralmente e anche i motori furono sostituiti.
Il nuovo modello fu chiamato Martin 2-0-2A.

### Impiego operativo

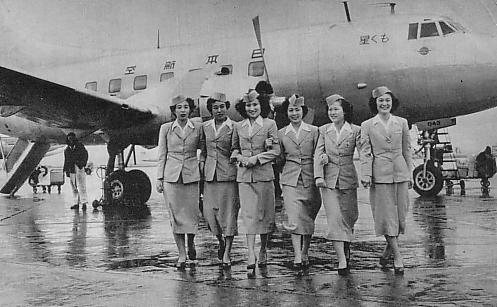
Assistenti di volo della Japan Airlines posano davanti ad un Martin 2-0-2 della compagnia aerea giapponese.

Ancora prima del suo primo volo l'aereo incontrò un certo successo di mercato in quanto le Compagnie aeree si erano trovate nella necessità di far fronte all'aumento del traffico aereo verificatosi successivamente alla seconda guerra mondiale.
Il 13 novembre 1945 la Pennsylvania Central Airlines acquistò sulla carta una flotta di 35 Martin 2-0-2 per un costo di 7 milioni di dollari dell'epoca.
Due settimane dopo la Colonial Airlines annunciò che avrebbe acquistato 20 esemplari per un prezzo di 4 milioni di dollari e che le consegne erano programmate per il 1947. 
Ai primi del 1946, la Martin annunciò che la Pennsylvania-Central Airlines aveva ordinato 15 ulteriori esemplari del 2-0-2 portando il portafoglio di ordini della Martin a complessivi 137 aerei ai primi di gennaio 1947.
Malgrado l'annuncio di questi grandi ordini, le condizioni contrattuali prevedevano la possibilità di cancellare gli ordini senza nessuna penale.
Dato che, come detto, il 2-0-2 era privo della pressurizzazione della cabina contrariamente al principale concorrente Convair CV-240 e che, anche a causa dei problemi strutturali riscontrati, i tempi di consegna si erano notevolmente allungati, tutte le compagnie aeree tranne la Northwest Orient Airlines, la Trans World Airlines e la LAN Chile ritirarono gli ordini e solamente 31 2-0-2 e 12 2-0-2A furono effettivamente consegnati.

## Utilizzatori

### Civili
Cile
- LAN Chile (4 aerei consegnati nuovi tra il 1947 e il 1948)

 Giappone
- Japan Air Lines

 Messico
- Servicios Aéreos Baja

 Panama
- RAPSA Panama

 Stati Uniti
- Admiral Airlines
- Allegheny Airlines (18 esemplari consegnati tra il 1955 e il 1966)
- California Central Airlines
- Northwest Orient Airlines (25 aerei nuovi consegnati nel 1947)
- Pacific Air Lines (7 aerei consegnati tra 1958 e il 1964)
- Pioneer Air Lines (9 aerei consegnati tra 1952 e il 1960)
- Southwest Airways
- Trans World Airlines (12 esemplari nuovi consegnati nel 1950)
- Transocean Airlines (15 esemplari tra il 1951 e il 1952)

 Venezuela
- Linea Aeropostal Venezolana (due esemplari nuovi consegnati nel 1947)

## Incidenti e altri problemi
Durante il suo periodo di operatività il Martin 2-0-2 ebbe 13 incidenti aerei dei quali 9 furono con vittime.
- Il 29 agosto 1948 il volo Northwest Airlines 421 si schiantò dopo aver perso un'ala vicino a Winona, nel Minnesota, causando la morte di tutte le 37 persone a bordo.[4][5]
- Il 7 marzo 1950 il volo Northwest Orient Airlines 307 si schiantò dopo aver colpito un'asta per bandiere vicino a Minneapolis-St. Paul, in Minnesota, causando 15 vittime incluse 2 persone a terra.[4][6]
- Il 13 ottobre 1950 un 2-0-2 della Northwest Orient si schiantò durante un volo di addestramento a Almelund, in Minnesota causando 6 vittime.[4][7]
- Il 7 novembre 1950 il volo Northwest Orient 115 si schiantò contro una montagna vicino a Butte in Montana causando 21 morti.[4][8]
- Il 16 gennaio 1951 il volo Northwest Orient 115 si schiantò vicino a Reardan nello stato di Washington, dopo un'improvvisa e inspiegabile perdita di controllo durante il volo di crociera[9] causando 10 vittime.[4][10]
- Il 5 novembre 1951 il volo Transocean Air 5763 si schiantò durante il volo di avvicinamento a Tucumcari nel Nuovo Messico, causando una vittima.[4][11]
- Il 9 aprile 1952 il volo Japan Airlines ''Mokusei'' si schiantò contro il vulcano Mihara, nell'isola giapponese Izu Ōshima, causando 37 vittime.[4][12]
- Il 12 gennaio 1955 il volo Trans World Airlines 694 fu distrutto a causa di una collisione in volo con un Douglas DC-3 nei pressi di Covington nello stato del Kentucky, causando 13 morti più 2 sul DC-3.[4][13]
- Il 14 novembre 1955 un 2-0-2 della Allegheny Airlines ebbe un cedimento del carrello d'atterraggio durante un volo di addestramento e subì dei danni irreparabili.[14]
- Il 30 dicembre 1955 un 2-0-2 della Southwest Airlines andò distrutto nell'incendio di un hangar a San Francisco in California.[4]
- Il 21 agosto 1959 un 2-0-2A della Pacific Air Lines fu danneggiato irreparabilmente in una collisione a terra con un C-46 Commando a Burbank, in California.[4]
- Il 1º dicembre 1959 il volo Allegheny Airlines 371 si schiantò contro una montagna durante l'avvicinamento a Williamsport in Pennsylvania causando 25 morti.[4][15]
- Il 2 novembre 1963 un 2-0-2 della Allegheny Airlines fu danneggiato in modo irreparabile a Newark, nel New Jersey.[4]